# Natação nos Jogos Paralímpicos de Verão de 2012 - 200 m medley masculino
As competições de 200 metros medley masculino da natação nos Jogos Paralímpicos de Verão de 2012 foram disputadas entre os dias 30 de agosto e 8 de setembro no Centro Aquático de Londres, na capital britânica. Participaram desse evento atletas de 8 classes diferentes de deficiência.

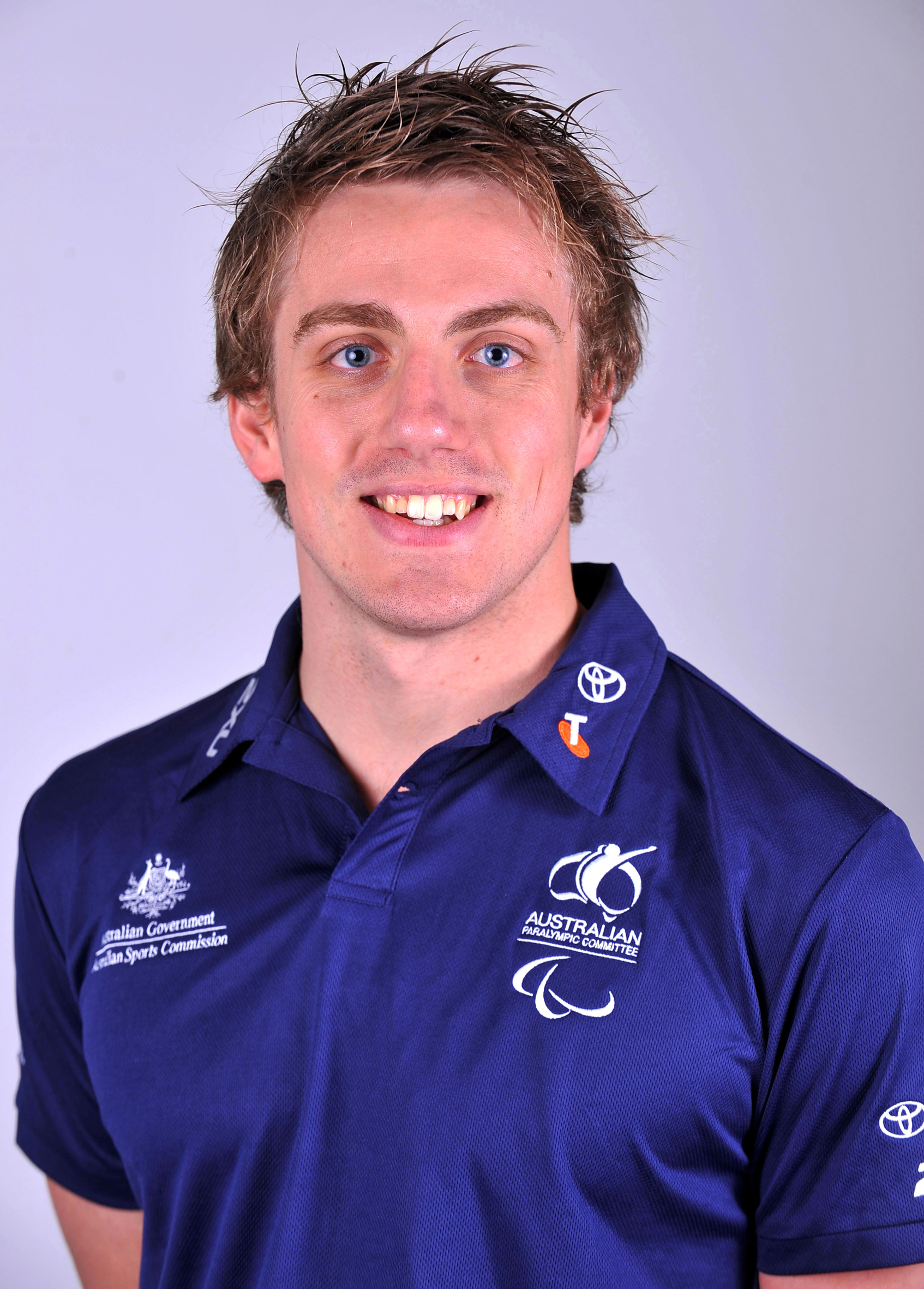
O australiano Matthew Cowdrey, competindo na classe SM9, conquistou a medalha de prata nos 200 metros medley.

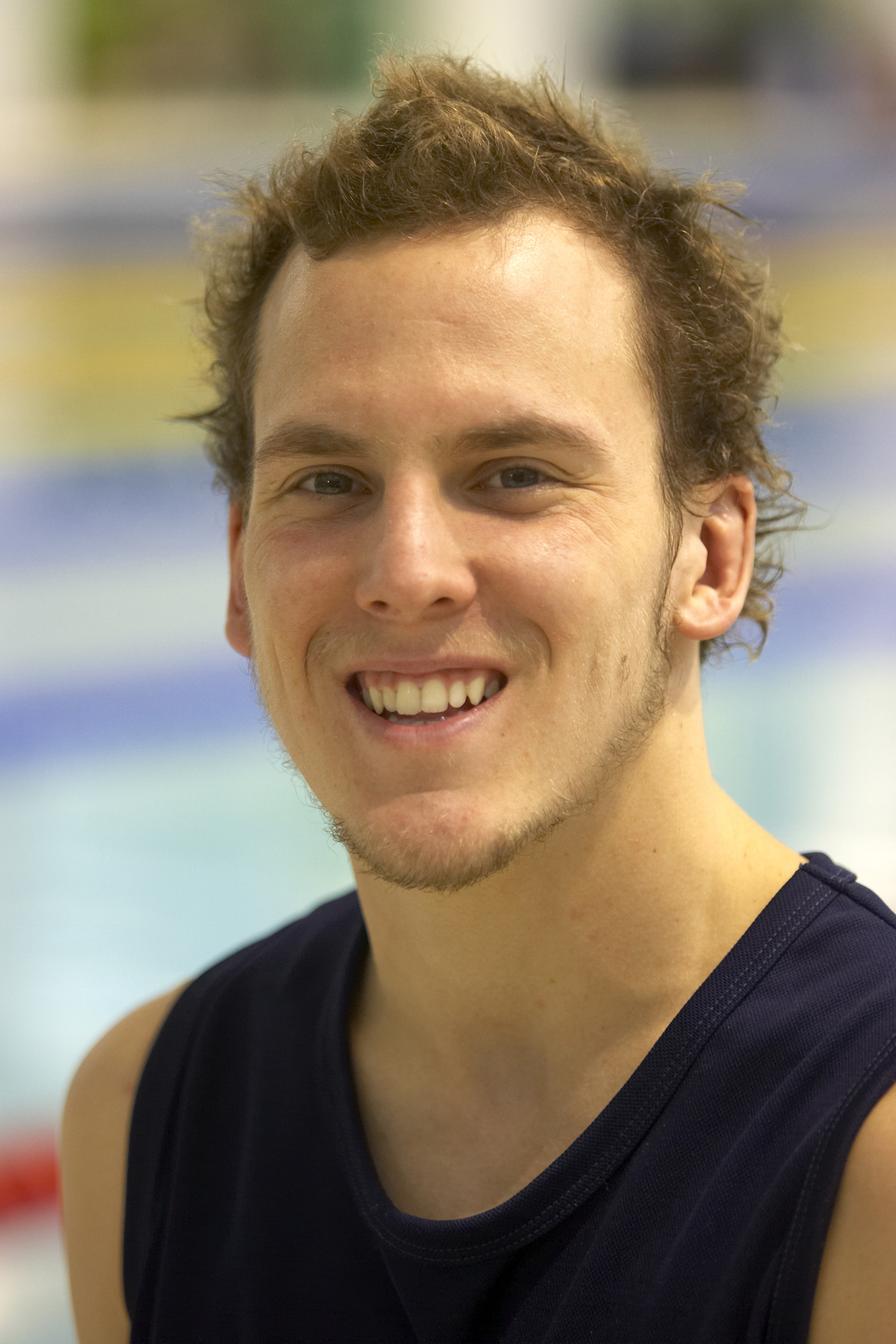
O também australiano Rick Pedleton conquistou a medalha de bronze nos 200 metros medley SM10.

## Medalhistas

### Classe SM6
| Ouro   | CHN Xu Qing        |
| Prata  | GBR Sascha Kindred |
| Bronze | CHN Zheng Tao      |

### Classe SM7
| Ouro   | UKR Yevheniy Bohodayko |
| Prata  | USA Rudy Garcia-Tolson |
| Bronze | AUS Matthew Levy       |

### Classe SM8
| Ouro   | GBR Oliver Hynd    |
| Prata  | CHN Wang Jiachao   |
| Bronze | NED Maurice Deelen |

### Classe SM9
| Ouro   | AUS Matthew Cowdrey    |
| Prata  | UKR Andriy Kalyna      |
| Bronze | ITA Federico Morlacchi |

### Classe SM10
| Ouro   | CAN Benoît Huot    |
| Prata  | BRA André Brasil   |
| Bronze | AUS Rick Pendleton |

### Classe SM11
| Ouro   | CHN Yang Bozun           |
| Prata  | UKR Viktor Smyrnov       |
| Bronze | UKR Oleksandr Mashchenko |

### Classe SM12
| Ouro   | UKR Maksym Veraksa           |
| Prata  | RUS Aleksandr Nevolin-Svetov |
| Bronze | RUS Sergey Punko             |

### Classe SM13
| Ouro   | BLR Ihar Boki       |
| Prata  | RUS Roman Dubovoy   |
| Bronze | UKR Danylo Chufarov |

## SM6

### Eliminatórias

#### Eliminatória 1
| Pos. | Raia | Atleta                         | Tempo   | Notas              |
| ---- | ---- | ------------------------------ | ------- | ------------------ |
| 1    | 4    | CHN Xu Qing                    | 2:45.62 | Q                  |
| 2    | 5    | UKR Iaroslav Semenenko         | 2:50.38 | Q                  |
| 3    | 3    | GBR Matthew Whorwood           | 2:53.82 | Q                  |
| 4    | 6    | GER Swen Michaelis             | 2:57.39 | Q                  |
| 5    | 2    | COL Nelson Crispín             | 2:57.88 | Q                  |
| 6    | 1    | AUS Reagan Wickens             | 3:11.87 | Recorde da Oceania |
| 6    | 7    | COL Daniel Londono             | 3:11.87 |                    |
| 8    | 8    | IRQ Jawad Kadhim Joudah Joudah | 3:25.70 |                    |

#### Eliminatória 2
| Pos. | Raia | Atleta                | Tempo   | Notas |
| ---- | ---- | --------------------- | ------- | ----- |
| 1    | 4    | GBR Sascha Kindred    | 2:44.29 | Q     |
| 2    | 5    | CHN Zheng Tao         | 2:52.58 | Q     |
| 3    | 6    | AUS Matthew Haanappel | 2:57.27 | Q     |
| 4    | 2    | AUS Aaron Rhind       | 2:59.01 |       |
| 5    | 3    | CHN Liu Ce            | 3:01.51 |       |
| 6    | 7    | ISR Yoav Valinsky     | 3:03.88 |       |
| 7    | 1    | BRA Adriano de Lima   | 3:10.51 |       |
| 8    | 8    | JPN Kyosuke Oyama     | 3:11.15 |       |

### Final
| Pos.   | Raia | Atleta                 | Tempo   | Notas              |
| ------ | ---- | ---------------------- | ------- | ------------------ |
| Ouro   | 5    | CHN Xu Qing            | 2:38.62 | Recorde mundial    |
| Prata  | 4    | GBR Sascha Kindred     | 2:41.50 | Recorde europeu    |
| Bronze | 6    | CHN Zheng Tao          | 2:44.38 |                    |
| 4      | 3    | UKR Iaroslav Semenenko | 2:48.11 |                    |
| 5      | 2    | GBR Matthew Whorwood   | 2:53.08 |                    |
| 6      | 8    | COL Nelson Crispín     | 2:55.52 | Recorde da América |
| 7      | 7    | AUS Matthew Haanappel  | 2:55.60 | Recorde da Oceania |
| 8      | 1    | GER Swen Michaels      | 2.58.50 |                    |

## SM7

### Eliminatórias

#### Eliminatória 1
| Pos. | Raia | Atleta                 | Tempo   | Notas |
| ---- | ---- | ---------------------- | ------- | ----- |
| 1    | 4    | CRO Mihovil Spanja     | 2:40.14 | Q     |
| 2    | 5    | CHN Yang Huaqiang      | 2:40.59 | Q     |
| 3    | 3    | UKR Yevheniy Bohodayko | 2:42.39 | Q     |
| 4    | 6    | GER Tobias Pollap      | 2:51.26 | Q     |
| 5    | 2    | AUS Jay Dohnt          | 2:54.18 |       |

#### Eliminatória 2
| Pos. | Raia | Atleta                 | Tempo   | Notas |
| ---- | ---- | ---------------------- | ------- | ----- |
| 1    | 4    | USA Rudy Garcia-Tolson | 2:35.48 | Q     |
| 2    | 5    | AUS Matthew Levy       | 2:37.69 | Q     |
| 3    | 3    | CHN Wang Jingang       | 2:49.32 | Q     |
| 4    | 6    | USA Lantz Lamback      | 2:49.71 | Q     |
| 5    | 2    | UKR Oleksandr Komarov  | 2:54.14 |       |
| —    | 7    | JPN Daisuke Ejima      | DSQ     |       |

### Final
| Pos.   | Raia | Atleta                 | Tempo   | Notas              |
| ------ | ---- | ---------------------- | ------- | ------------------ |
| Ouro   | 2    | UKR Yevheniy Bohodayko | 2:33.13 | Recorde mundial    |
| Prata  | 4    | USA Rudy Garcia-Tolson | 2:33.94 | Recorde da América |
| Bronze | 5    | AUS Matthew Levy       | 2:37.18 | Recorde da Oceania |
| 4      | 6    | CHN Yang Huaqiang      | 2:40.52 | Recorde asiático   |
| 5      | 3    | CRO Mihovil Spanja     | 2:41.52 |                    |
| 6      | 7    | CHN Wang Jingang       | 2:42.13 |                    |
| 7      | 1    | USA Lantz Lamback      | 2:45.54 |                    |
| 8      | 8    | GER Tobias Pollap      | 2:46.39 |                    |

## SM8

### Eliminatórias

#### Eliminatória 1
| Pos. | Raia | Atleta                      | Tempo   | Notas |
| ---- | ---- | --------------------------- | ------- | ----- |
| 1    | 4    | FRA Charles Rozoy           | 2:31.53 | Q     |
| 2    | 7    | AUT Andreas Onea            | 2:35.74 |       |
| 3    | 3    | RUS Evgeny Zimin            | 2:35.92 |       |
| 4    | 5    | GBR Thomas Young            | 2:35.98 |       |
| 5    | 6    | DEN Niels Korfitz Mortensen | 2:36.92 |       |
| 6    | 2    | IND Sharath Gayakwad        | 2:38.17 |       |

#### Eliminatória 2
| Pos. | Raia | Atleta                           | Tempo   | Notas |
| ---- | ---- | -------------------------------- | ------- | ----- |
| 1    | 5    | NED Maurice Deelen               | 2:27.44 | Q     |
| 2    | 4    | CHN Wang Jiachao                 | 2:29.49 | Q     |
| 3    | 3    | HUN Ferenc Csuri                 | 2:34.82 | Q     |
| 4    | 6    | AUS Blake Cochrane               | 2:35.33 | Q     |
| 5    | 2    | MEX Luis Armando Andrade Guillén | 2:36.73 |       |
| 6    | 7    | ITA Michele Ferrarin             | 2:40.53 |       |

#### Eliminatória 3
| Pos. | Raia | Atleta                         | Tempo   | Notas |
| ---- | ---- | ------------------------------ | ------- | ----- |
| 1    | 4    | GBR Oliver Hynd                | 2:27.95 | Q     |
| 2    | 5    | GBR Sam Hynd                   | 2:28.88 | Q     |
| 3    | 3    | RUS Konstantin Lisenkov        | 2:33.87 | Q     |
| 4    | 2    | USA Evan Ryan Austin           | 2:40.05 |       |
| 4    | 7    | CAN Zack McAllister            | 2:40.05 |       |
| 6    | 6    | ESP Alejandro Sánchez Palomero | 2:43.95 |       |

#### Final
| Pos.   | Raia | Atleta                  | Tempo   | Notas           |
| ------ | ---- | ----------------------- | ------- | --------------- |
| Ouro   | 5    | GBR Oliver Hynd         | 2:24.63 | Recorde europeu |
| Prata  | 6    | CHN Wang Jiachao        | 2:26.62 |                 |
| Bronze | 4    | NED Maurice Deelen      | 2:27.17 |                 |
| 4      | 3    | GBR Sam Hynd            | 2:28.03 |                 |
| 5      | 2    | FRA Charles Rozoy       | 2:28.27 |                 |
| 6      | 7    | RUS Konstantin Lisenkov | 2:28.68 |                 |
| 7      | 8    | AUS Blake Cochrane      | 2:33.66 |                 |
| 8      | 1    | HUN Ferenc Csuri        | 2:34.06 |                 |

## SM9

### Eliminatórias

#### Eliminatória 1
| Pos. | Raia | Atleta                 | Tempo   | Notas |
| ---- | ---- | ---------------------- | ------- | ----- |
| 1    | 4    | UKR Andriy Kalyna      | 2:20.38 | Q     |
| 2    | 3    | ITA Federico Morlacchi | 2:23.32 | Q     |
| 3    | 6    | AUS Brenden Hall       | 2:23.42 | Q     |
| 4    | 2    | HUN Csaba Meilinger    | 2:25.92 |       |
| 5    | 1    | AUS Michael Auprince   | 2:26.36 |       |
| 6    | 7    | USA Michael Prout      | 2:26.48 |       |

#### Eliminatória 2
| Pos. | Raia | Atleta              | Tempo   | Notas |
| ---- | ---- | ------------------- | ------- | ----- |
| 1    | 4    | AUS Matthew Cowdrey | 2:19.79 | Q     |
| 2    | 5    | GBR James Crisp     | 2:22.09 | Q     |
| 3    | 6    | USA Cody Bureau     | 2:23.09 | Q     |
| 4    | 3    | HUN Tamás Tóth      | 2:23.83 | Q     |
| 5    | 2    | UKR Iurii Martynov  | 2:25.68 | Q     |
| 6    | 7    | POR David Grachat   | 2:27.01 |       |
| 7    | 1    | GER Martin Schulz   | 2:27.18 |       |
| 8    | 8    | RUS Eduard Samarin  | 2:29.14 |       |

### Final
| Pos.   | Raia | Atleta                 | Tempo   | Notas           |
| ------ | ---- | ---------------------- | ------- | --------------- |
| Ouro   | 4    | AUS Matthew Cowdrey    | 2:15.95 |                 |
| Prata  | 5    | UKR Andriy Kalyna      | 2:16.38 | Recorde europeu |
| Bronze | 2    | ITA Federico Morlacchi | 2:20.28 |                 |
| 4      | 1    | HUN Tamás Tóth         | 2:21.04 |                 |
| 5      | 3    | GBR James Crisp        | 2:21.10 |                 |
| 6      | 7    | AUS Brenden Hall       | 2:21.48 |                 |
| 7      | 6    | USA Cody Bureau        | 2:22.24 |                 |
| 8      | 8    | UKR Iurii Martynov     | 2:26.65 |                 |

## SM10

### Eliminatórias

#### Eliminatória 1
| Pos. | Raia | Atleta                  | Tempo   | Notas |
| ---- | ---- | ----------------------- | ------- | ----- |
| 1    | 5    | RSA Kevin Paul          | 2:14.97 | Q     |
| 2    | 4    | BRA André Brasil        | 2:16.25 | Q     |
| 3    | 7    | USA Ian Jaryd Silverman | 2:17.62 | Q     |
| 4    | 3    | GER Lucas Ludwig        | 2:18.37 | Q     |
| 5    | 6    | RUS Dmitry Grigorev     | 2:18.91 |       |
| 6    | 1    | USA Joe Wise            | 2:21.37 |       |
| 7    | 8    | IRI Shahin Izadyar      | 2:28.51 |       |
| —    | 2    | USA Dalton Herendeen    | DSQ     |       |

#### Eliminatória 2
| Pos. | Raia | Atleta                     | Tempo   | Notas |
| ---- | ---- | -------------------------- | ------- | ----- |
| 1    | 4    | CAN Benoît Huot            | 2:13.87 | Q     |
| 2    | 3    | AUS Rick Pendleton         | 2:17.17 | Q     |
| 3    | 5    | BEL Sven Decaesstecker     | 2:17.57 | Q     |
| 4    | 2    | CAN Isaac Bouckley         | 2:18.33 | Q     |
| 5    | 6    | GBR Robert Welbourn        | 2:19.80 |       |
| 6    | 7    | GBR Jack Bridge            | 2:21.35 |       |
| 7    | 8    | CZE Filip Coufal           | 2:23.21 |       |
| 8    | 1    | DEN Lasse Winther Andersen | 2:25.36 |       |

### Final
| Pos.   | Raia | Atleta                  | Tempo   | Notas           |
| ------ | ---- | ----------------------- | ------- | --------------- |
| Ouro   | 4    | CAN Benoît Huot         | 2:10.01 | Recorde mundial |
| Prata  | 3    | BRA André Brasil        | 2:12.36 |                 |
| Bronze | 6    | AUS Rick Pendleton      | 2:14.77 |                 |
| 4      | 5    | RSA Kevin Paul          | 2:15.26 |                 |
| 5      | 2    | BEL Sven Decaesstecker  | 2:15.99 |                 |
| 6      | 8    | GER Lucas Ludwig        | 2:17.31 |                 |
| 7      | 7    | USA Ian Jaryd Silverman | 2:18.23 |                 |
| —      | 1    | CAN Isaac Bouckley      | DSQ     |                 |

## SM11

### Eliminatórias

#### Eliminatória 1
| Pos. | Raia | Atleta                   | Tempo   | Notas |
| ---- | ---- | ------------------------ | ------- | ----- |
| 1    | 6    | ESP Israel Oliver        | 2:30.47 | Q     |
| 2    | 3    | USA Bradley Snyder       | 2:31.29 | Q     |
| 3    | 4    | UKR Oleksandr Mashchenko | 2:34.47 | Q     |
| 4    | 5    | ESP Enhamed Enhamed      | 2:40.47 | Q     |
| 5    | 2    | CUB Yunerki Ortega       | 2:45.64 |       |
| —    | 7    | THA Panom Lagsanaprim    | DSQ     |       |

#### Eliminatória 2
| Pos. | Raia | Atleta                         | Tempo   | Notas |
| ---- | ---- | ------------------------------ | ------- | ----- |
| 1    | 6    | CHN Yang Bozun                 | 2:23.43 | Q     |
| 2    | 5    | CAN Donovan Tildesley          | 2:30.65 | Q     |
| 3    | 4    | UKR Viktor Smyrnov             | 2:33.43 | Q     |
| 4    | 3    | JPN Keiichi Kimura             | 2:35.39 | Q     |
| 5    | 2    | UKR Dmytro Zalevskyy           | 2:40.71 |       |
| 6    | 7    | POL Marcin Ryszka              | 2:43.51 |       |
| —    | 1    | COL Leider Alveiro Lemus Rojas | DSQ     |       |

### Final
| Pos.   | Raia | Atleta                   | Tempo   | Notas           |
| ------ | ---- | ------------------------ | ------- | --------------- |
| Ouro   | 4    | CHN Yang Bozun           | 2:22.40 | Recorde mundial |
| Prata  | 2    | UKR Viktor Smyrnov       | 2:26.45 | Recorde europeu |
| Bronze | 7    | UKR Oleksandr Mashchenko | 2:27.77 |                 |
| 4      | 5    | ESP Israel Oliver        | 2:27.79 |                 |
| 5      | 8    | ESP Enhamed Enhamed      | 2:28.85 |                 |
| 6      | 6    | USA Bradley Snyder       | 2:29.80 |                 |
| 7      | 3    | CAN Donovan Tildesley    | 2:30.22 |                 |
| 8      | 1    | JPN Keiichi Kimura       | 2:31.74 |                 |

## SM12

### Eliminatórias

#### Eliminatória 1
| Pos. | Raia | Atleta                        | Tempo   | Notas |
| ---- | ---- | ----------------------------- | ------- | ----- |
| 1    | 4    | RUS Aleksandr Nevolin-Svetov  | 2:15.21 | Q     |
| 2    | 5    | ESP Enrique Floriano          | 2:16.19 | Q     |
| 3    | 3    | ITA Fabrizio Sottile          | 2:21.75 | Q     |
| 4    | 6    | COL Daniel Giraldo Correa     | 2:27.07 |       |
| 5    | 2    | UKR Oleg Tkalienko            | 2:30.65 |       |
| 6    | 7    | ESP José Ramon Cantero Elvira | 2:32.69 |       |

#### Eliminatória 2
| Pos. | Raia | Atleta               | Tempo   | Notas |
| ---- | ---- | -------------------- | ------- | ----- |
| 1    | 4    | UKR Maksym Veraksa   | 2:14.91 | Q     |
| 2    | 3    | UKR Sergii Klippert  | 2:16.35 | Q     |
| 3    | 5    | RUS Sergey Punko     | 2:20.29 | Q     |
| 4    | 6    | ARG Ignacio Gonzalez | 2:20.76 | Q     |
| 5    | 2    | GER Daniel Simon     | 2:24.19 | Q     |
| 6    | 7    | RUS Mikhail Zimin    | 2:34.35 |       |

### Final
| Pos.   | Raia | Atleta                       | Tempo   | Notas               |
| ------ | ---- | ---------------------------- | ------- | ------------------- |
| Ouro   | 4    | UKR Maksym Veraksa           | 2:12.42 | Recorde paralímpico |
| Prata  | 5    | RUS Aleksandr Nevolin-Svetov | 2:14.45 |                     |
| Bronze | 2    | RUS Sergey Punko             | 2:14.83 |                     |
| 4      | 6    | UKR Sergii Klippert          | 2:15.30 |                     |
| 5      | 3    | ESP Enrique Floriano         | 2:16.18 |                     |
| 6      | 7    | ARG Ignacio Gonzalez         | 2:20.73 |                     |
| 7      | 8    | GER Daniel Simon             | 2:20.86 |                     |
| 8      | 1    | ITA Fabrizio Sottile         | 2:21.92 |                     |

## SM13

### Eliminatórias

#### Eliminatória 1
| Pos. | Raia | Atleta                     | Tempo   | Notas |
| ---- | ---- | -------------------------- | ------- | ----- |
| 1    | 3    | RUS Roman Dubovoy          | 2:13.81 | Q     |
| 2    | 5    | UKR Danylo Chufarov        | 2:15.51 | Q     |
| 3    | 4    | BLR Dzmitry Salei          | 2:16.00 | Q     |
| 4    | 6    | RUS Stepan Smagin          | 2:20.99 | Q     |
| 5    | 2    | ESP Edgard Quiros Baltanas | 2:27.59 |       |
| 6    | 7    | BRA Carlos Farrenberg      | 2:28.38 |       |

#### Eliminatória 2
| Pos. | Raia | Atleta             | Tempo   | Notas |
| ---- | ---- | ------------------ | ------- | ----- |
| 1    | 4    | BLR Ihar Boki      | 2:09.89 | Q     |
| 2    | 5    | RSA Charles Bouwer | 2:15.28 | Q     |
| 3    | 3    | UKR Oleksii Fedyna | 2:17.96 | Q     |
| 4    | 6    | AUS Sean Russo     | 2:18.46 | Q     |
| 5    | 7    | UKR Anton Ganzha   | 2:27.68 |       |
| 6    | 2    | CAN Devin Gotell   | 2:27.88 |       |

### Final
| Pos.   | Raia | Atleta              | Tempo   | Notas              |
| ------ | ---- | ------------------- | ------- | ------------------ |
| Ouro   | 4    | BLR Ihar Boki       | 2:06.30 | Recorde mundial    |
| Prata  | 5    | RUS Roman Dubovoy   | 2:10.16 |                    |
| Bronze | 6    | UKR Danylo Chufarov | 2:10.22 |                    |
| 4      | 3    | RSA Charles Bouwer  | 2:14.71 |                    |
| 5      | 2    | BLR Dzmitry Salei   | 2:14.96 |                    |
| 6      | 8    | RUS Stepan Smagin   | 2:16.50 |                    |
| 7      | 7    | UKR Oleksii Fedyna  | 2:17.29 |                    |
| 8      | 1    | AUS Sean Russo      | 2:17.80 | Recorde da Oceania |

Legenda
| Recorde mundial      | Recorde mundial (World record)               |                       | Recorde africano                      | Recorde africano (African) |                                           | Q | Classificado por posição (Qualified) |
| Recorde paralímpico  | Recorde paralímpico (Paralympic record)      | Recorde da América    | Recorde da América (Americas)         | q                          | Classificado por melhor tempo (Qualified) |   |                                      |
| Melhor marca do ano  | Melhor marca do ano (World leading)          | Recorde asiático      | Recorde asiático (Asian)              | DNS                        | Não largou (Did not start)                |   |                                      |
| Recorde nacional     | Recorde nacional (National record)           | Recorde europeu       | Recorde europeu (European)            | DNF                        | Não terminou (Did not finish)             |   |                                      |
| Recorde pessoal      | Recorde pessoal do atleta (Personal best)    | Recorde da Oceania    | Recorde da Oceania (Oceania)          | DSQ / DQ                   | Desclassificado (Disqualified)            |   |                                      |
| Recorde da temporada | Recorde da temporada do atleta (Season best) | Recorde sul-americano | Recorde sul-americano (South America) | NM                         | Sem marca (No mark)                       |   |                                      |